# Трагедія на «Айброкс» (1902)
Трагедія на «Айброкс» (англ. Ibrox disaster) — нещасний випадок, що стався на стадіоні «Айброкс» (раніше арена називалася «Айброкс Парк») в шотландському місті Глазго в 1902 році. У результаті 25 осіб загинуло, ще 517 отримали поранення.

## Хід подій

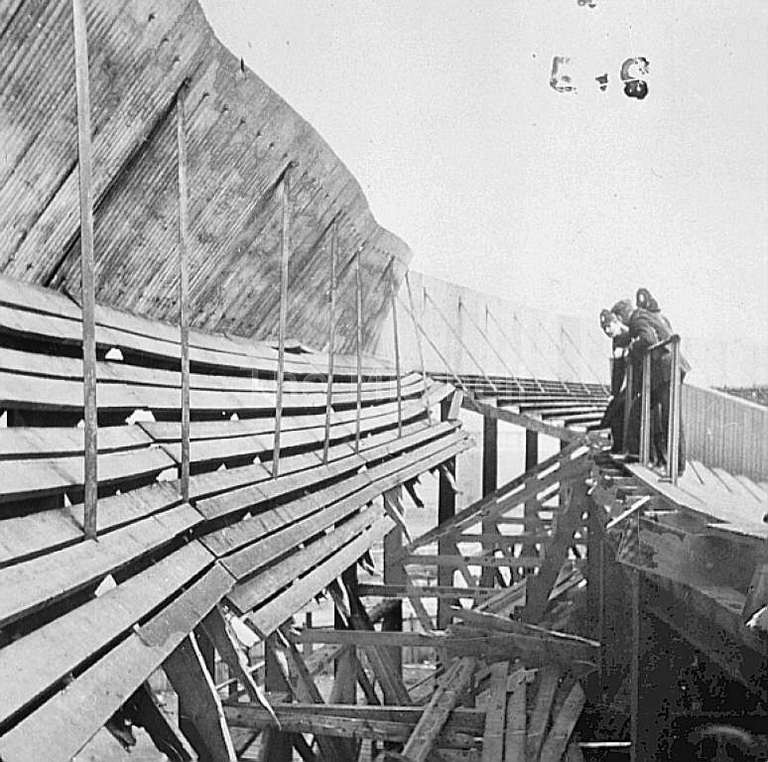
Спеціальна комісія оглядає зруйновану трибуну.

5 квітня 1902 року на стадіоні «Айброкс Парк» в шотландському Глазго проводився футбольний матч в рамках розіграшу Домашнього чемпіонату Великої Британії між місцевою збірною і національною командою Англії. Поєдинок зібрав велику кількість глядачів — 70 тисяч. Напередодні ввечері в місті випали рясні опади у вигляді дощів. Наскрізь промокла дерев'яна Західна трибуна не витримала великого скупчення публіки і на 51-й хвилині поєдинку обрушилася. Сотні вболівальників впали з висоти 12 метрів на землю. У результаті 25 осіб загинуло, ще 517 отримали поранення.
Тим не менше, матч був доведений до кінця, щоб уникнути масової паніки і, отже, тисняви на інших трибунах. За рішенням сторін результат цієї зустрічі був анульований, і поєдинок команди переграли 3 травня того ж року в англійському Бірмінгемі на арені «Вілла Парк». Всі кошти, виручені від продажу квитків, пішли сім'ям загиблих.
Спеціально створена комісія з розслідування трагедії встановила: основною причиною інциденту стало те, що опори трибуни на «Айброкс» були зроблені із сталі. Раніше на стадіоні не проходили матчі подібного рівня, відповідно, трибуни не могли бути розраховані на настільки масове скупчення публіки. Після катастрофи на аренах Великої Британії опори були в терміновому порядку замінені на залізобетонні. Причиною смерті більшості жертв стало падіння з великої висоти і отримання безлічі переломів, не сумісних з життям. Інша частина загиблих пішла з життя в результаті нанесення їм уламками і краями трибуни рваних ран.